# Ninoslav Milenković
Ninoslav Milenković (Trebinje, 31 december 1977) is een Bosnisch voetballer die bij voorkeur als middenvelder speelt. Hij speelde van 2004 tot en met 2006 vijftien interlands in het Bosnisch voetbalelftal.